# Медеуский район
Медеуский район (каз. Медеу ауданы) — крупнейший административный, промышленный и культурный центр Алма-Аты (каз. Алматы). До 1995 года носил название  Фрунзенский район. Код КАТО kz.75.1710000 .
Границы района: от пр. Аль-Фараби на север по восточной стороне пр. Назарбаева до пр. Райымбека; по южной стороне пр. Райымбека на восток до реки Малая Алматинка; по восточной стороне реки Малая Алматинка на север до границы города; по границе города до пересечения с дорогой на санаторий Коктобе до пр. Аль-Фараби; по пр. Аль-Фараби на северо-восток до пр. Назарбаева, включая микрорайоны Атырау, Думан, Коктобе, Коктобе-2, Жана-Коктобе, Бутаковка, Тау-Самал, пос. Алатау, урочище Медео, Шымбулак.

## История
Фрунзенский район города Алматы был создан в соответствии с протокольным заседанием от 14 сентября 1936 года № 202 Казакрайкома г. Алма-Аты. С 12 декабря 1995 года решением 1-го созыва Алматинского городского Маслихата и акима города Фрунзенский район был переименован в Медеуский район.
Район и ущелье Медеу названы в честь Медеу Пусырманулы из рода Шапырашты, Медеу был активным участником развития строительства и озеленения города, Медеу и его дети высаживали сады в районе Терысбутака (Каменское плато), в районе Бедельбай озени (санаторий «Просвещенец»), в Баганашыле.
Название урочища Медеу («Медео» в русском варианте) закрепилось за урочищем в 1920 году с лёгкой руки комиссара и писателя Д. А. Фурманова. Именно он отдал приказ об открытии в урочище первой зоны отдыха «с кумысолечебницей в здании бывшей Лесной школы на Медео». Есть предположение, что Фурманов имел в виду дома горожанина Медеу Пусурманова, которые находились в урочище.
В пределах Медеуского района проходили первые границы города Алма-Аты (в то время — Верный). Также в состав района входит Татарская слобода, ограниченная улицами Разъездная, Малая, Крымская, Уфимская, в пределах которой с момента основания города проживало мусульманское население.

## Население
Национальный состав (на начало 2019 года):
- казахи — 128 045 чел. (61,02 %)
- русские — 53 402 чел. (25,45 %)
- уйгуры — 8 221 чел. (3,92 %)
- корейцы — 3 262 чел. (1,55 %)
- татары — 3 206 чел. (1,53 %)
- азербайджанцы — 2 446 чел. (1,17 %)
- турки — 1 973 чел. (0,94 %)
- узбеки — 1 517 чел. (0,72 %)
- украинцы — 1 422 чел. (0,68 %)
- немцы — 937 чел. (0,45 %)
- киргизы — 638 чел. (0,30 %)
- чеченцы — 425 чел. (0,20 %)
- дунгане — 308 чел. (0,15 %)
- другие — 4 034 чел. (1,92 %)
- Всего — 209 836 чел. (100,00 %)

## Достопримечательности
На территории Медеуского района расположены множество исторических построек и культурных объектов.
Дом купца И. Габдувалиева был построен в 1912 г. по проекту А. П. Зенкова для крупного купеческого магазина купца Габдувалиева с сыновьями. После смерти главы семейства Исхака Габдувалиева, его преемниками стали сын Куддус и жена покойного с остальными сыновьями. В годы советской власти торговый дом был национализирован и стал достоянием культурного наследия республики. В советское время в доме располагался Дом тканей «Кызыл-Тан».
Здание Музея народных национальных инструментов имени Ыкыласа, бывший Дом офицерского собрания, было построено в 1908 году. Сам Музей Народных музыкальных инструментов организован в 1980 году. В фонде музея около 1000 экспонатов, свыше 60 типов и разновидностей казахских народных музыкальных инструментов (1995 г.), которыми пользовались выдающиеся певцы-импровизаторы, поэты и композиторы Биржан-сал, Абай, Жамбыл, Ыкыласа, Дина Нурпеисова, Кызыл жырау, Ахмет Жубанов, Кенен Азербаев.
В Медеуском районе находится Алматинская телебашня, расположенная на склоне горы Кок-Тобе на высоте 1130 метров над уровнем моря. Высота самой башни — 371,5 метр, а конструкция этого инженерно-строительного сооружения в состоянии выдержать 10-балльное землетрясение.
На территории района расположены: Дворец Республики, гостиница Казахстан, Дворец школьников, Центральный Дом Армии, Государственная филармония им. Жамбыла, Государственный Центральный музей Республики Казахстан, Республиканский литературно — мемориальный музейный комплекс им. C. Муканова и Г. Мусрепова (ул. Тулебаева, 125), Государственный академический театр танца, Дом кино, Союз архитекторов РК, Союз дизайнеров РК, Союз кинематографистов РК;
Национально-культурные центры: Еврейский культурный центр «Шалом» г. Алма-Аты (создан в 1988 году, председатель — Ставницер Владимир Наумович), Киргизский культурный центр «Мекен» (образован в августе 1996 года при посольстве Кыргызской Республики в Республике Казахстан по инициативе посла Акбара Рыскулова), Немецкий (Эзау Давыд (Виктор) Аронович), Татарский центр гуманитарного развития «Ильдаш» (28 апреля 1994 года), Уйгурский, Совет немцев Казахстана (Немецкий дом).
Также на территории Медеуского района находится знаменитый «Зеленый базар», где круглый год можно купить свежую зелень, фрукты, овощи, мясо, орехи. Первые каменные лавки, зрелищно-увеселительные аттракционы, лабазы, торговые ряды, проточные арыки и фонтаны, возведенные для совершения намаза торговцами-мусульманами на Зелёном базаре поставил в 1875 году местный зодчий Ян Поклевский. Аранжировкой Гостиного двора занимался ещё один весьма талантливый француз по происхождению, один из первых градостроителей Верного Поль Гурде. Сто лет спустя, в 1975 году по проекту алма-атинских архитекторов М. Павлова и С. Рустамбекова, группы конструкторов и инженеров Н. Оразымбетова, В. Щипицина, Г. Казиева и А. Котова базарную площадь снесли и возвели новые павильоны из бетона и стекла.

## Парки, природные территории
На территории Медеуского района располагается множество парковых и спортивных комплексов республиканского значения. В состав Медеуского района вошли живописные юго-восточные окраины города Алматы, граничащие с Иле-Алатауским Национальным парком. Урочище Медеу, Шымбулак, Кок-Тобе — достопримечательности, которые ежегодно посещают тысячи туристов.
Уникальный высокогорный комплекс «Медеу», построенный в горном урочище Медео на высоте 1691 метр над уровнем моря для зимних видов спорта с самой большой площадью искусственного ледового поля — 10,5 тыс. м². Высокогорье и чистейшая горная вода для заливки льда способствуют достижению высоких результатов в конькобежном спорте, за всё время на Медеу было установлено свыше 200 мировых рекордов на всех дистанциях среди мужчин и женщин.
Парк 28 панфиловцев заложен в годы строительства Верного на месте станичного кладбища. Старокладбищенский парк позже был соединён с Соборным и получил название Городской сад. В регулярной разбивке сада принимал участие П. М. Зенков — отец выдающегося архитектора Андрея Павловича Зенкова.
Центральный парк культуры и отдыха был заложен как Казённый сад учёным-садоводом Г. Криштопенко в 1856 году в пойме реки Малая Алматинка как место прогулок и отдыха офицеров Верненского гарнизона. В 1935 году получил название «Парк культуры и отдыха имени А. М. Горького», в 1940 году был установлен памятник Горькому. С 1980 года — Центральный парк культуры и отдыха имени А. М. Горького.
В восточной части Центрального парка культуры и отдыха на бывших клеверных участках был создан зоопарк, основанный в 1937 году.

## Образовательные учреждения
Медеуский район также можно назвать крупным научно-образовательным и культурным центром. Здесь находится Академия наук Казахстана — высшее научное учреждение республики, которое включает более 20 научных учреждений, в том числе институты. Все структуры Академии сотрудничают с крупными научными центрами зарубежных стран. Кроме того, в Академии Наук находится Центральная научная библиотека, с обширным библиотечным фондом. Количество образовательных школ — 28, детских домов — 3, колледжей — 6, ВУЗов — 5.
| Наименование учреждения науки                             | Адрес                   |
| Национальная Академия наук РК                             | ул. Шевченко 28         |
| Институт информационных и вычислительных технологий       | ул. Пушкина 125         |
| Институт геологических наук                               | ул. Кабанбай батыра 69а |
| Институт археологии им. А. Маргулана                      | ул. Шевченко, 28        |
| Институт ядерной физики                                   | ул. Ибрагимова 1        |
| Центральная научная библиотека МОН РК                     | ул. Шевченко, 28        |
| Ғылым Ордасы                                              | ул. Шевченко, 28        |
| Музей им. К. И. Сатпаева                                  | ул. Курмангазы 29       |
| Институт математики и математического моделирования       | ул. Пушкина, 125        |
| Институт металлургии и обогащения                         | ул. Шевченко 29/33      |
| Институт географии                                        | ул. Кабанбай батыра, 67 |
| Институт экономики                                        | ул. Курмангазы          |
| Институт химических наук имени А. Б. Бектурова            | ул. Валиханова 106      |
| Институт органического катализа и электрохимии            | ул. Кунаева 142         |
| Институт микробиологии и вирусологии                      | ул. Богенбай батыра 103 |
| Институт истории и этнологии им. Ч. Валиханова            | ул. Шевченко 28         |
| Институт философии, политологии и религиоведения          | ул. Курмангазы 29       |
| Институт литературы и искусства им. М. Ауэзова            | ул. Курмангазы 29       |
| Институт механики и машиноведения им. У. А. Джолдасбекова | ул. Курмангазы 29       |
| Институт языкознания им. А. Байтурсынова                  | ул. Курмангазы 29       |
| Институт востоковедения им. Р. Сулейменова                | ул. Курмангазы 29       |

В районе действуют 28 школ, 13 детских дошкольных учреждений, высшие и средние учебные заведения, среди которых Казахский Национальный педагогический университет им. Абая, Казахский Национальный аграрный университет, Республиканский медицинский колледж, Республиканский эстрадно-цирковой колледж.

## Религия
На территории Медеуского района Алма-Аты расположены:
- Центральная Мечеть одна из крупнейших мечетей Казахстана, рассчитана на 7 тысяч посетителей. Архитекторы — Баймагамбетов и Шарапиев.
- Свято-Вознесенский кафедральный собор строился в 1904—1907 годах инженером А. П. Зенковым. Расположен в центре Парка имени 28 гвардейцев-панфиловцев. Оригинальные конструкции высотного здания (до 54 м) обеспечили надёжность сооружения во время землетрясения 1910 года.
- Свято-Казанский Собор (ул. Халиулина, 45-а) является самым древним из действующих православных храмов г. Алма-Аты и одним из самых старых сохранившихся зданий города. В 1857 году, через пять лет после основания Большой станицы города Верного, состоялось освящение Большестаничной Софийской церкви. Вскоре, по решению общественного схода казаков от 25 ноября 1864 г. она была разобрана и перенесена в Малую станицу и переименована в честь Казанской иконы Божьей Матери. Перенос храма на новое место был завершен 13 ноября 1871 года. Землетрясение 1887 года повредило в том числе и Казанскую церковь, что повлекло за собой частые ремонты и большие затраты по восстановлению храма. Вследствие этого, в 1897 г. Епархиальное начальство сочло необходимым перестроить здание храма. В 1898 году, по проекту известного русского архитектора Михаила Брусенцова, появился и в 1901 году был освящен и начал функционировать Казанский Собор в том виде, который он сохраняет и по сей день. Возвращение храма верующим произошло 16 декабря 1944 г.

## Медицина и здравоохранение
В районе 58 лечебно-профилактических учреждений. Общество Совета ветеранов и пенсионеров, Общество инвалидов, Общество ветеранов войны в Афганистане, Союз многодетных семей.
На территории района в настоящее время остался всего один санаторий МВД «Казахстан», остальные были закрыты (снесены) после разгосударствления и продажи («Ак-Булак», «Турксиб» (снесен и построен элитный ЖК), дома отдыха «Балхаш» и "Просвещенец (снесен, ныне частная личная VIP-территория).
Республиканский пансионат для пенсионеров «РГКП Ардагер» (Сапара Байжанова, 100/10), в 2009 году из республиканской передан в коммунальную собственность города как ГККП "Пансионат «Ардагер». До 2019 года именовался пансионатом ГККП Самал, оказывал бесплатную за счет бюджета санаторно-курортную реабилитацию жителям города вплоть до августа 2021 года. В августе 2021 года акимат города принял решение ликвидировать пансионат и устроить в его здании интернат для душевнобольных людей, переселив их с психоневрологического интерната расположенного на улице Каблукова.

## Производство
Медеуский район — это также и крупнейший бизнес-центр города. Известными не только в Алматы, но по всей стране предприятиями являются: АО «Рахат», РПИК «Дауир», «Полиграфкомбинат», «Назик», «Жетысу», «Казремэнерго». Малое и среднее предпринимательство представлено предприятиями по выпуску пищевой, полиграфической, фармацевтической, парфюмерной продукции, швейных, столярных изделий и мебели.

## Транспорт
Через территорию Медеуского района проходит Алматинский метрополитен, ближайшая станция — Абай, также имеется троллейбусное и автобусное сообщение.

## Руководители Медеуского района
Первые руководители Фрунзенского — Медеуского района с 1936—2011 годы

### Первые секретари райкома партии
| №   | Первые секретари райкома партии   | Годы работы                     |
| --- | --------------------------------- | ------------------------------- |
| 1.  | Килибаев Рахимджан                | 10.1936 — 06.1937 гг.           |
| 2.  | Перепелкин Иван Никитович         | 06.1937-03.1838 гг.             |
| 3.  | Багаев Яков Николаевич            | 4-10.1938; 11.1939 −03.1940 гг. |
| 4.  | Искаков Касымжан                  | 11.1938 — 12.1942 гг.           |
| 5.  | Кирилличев Иван Анфимович         | 12.1942 — 10.1944 гг.           |
| 6.  | Кайшибаев Кали Габдулдинович      | 10.1944 — 09.1946 гг.           |
| 7.  | Жубаев Абат                       | 09.1946 — 02.1951 гг.           |
| 8.  | Косунов Бектенбай Илипбаевич      | 02.1951 — 10.1955 гг.           |
| 9.  | Пашинцев Анатолий Васильевич      | 11.1955 — 11.1958 гг.           |
| 10. | Тулекеев Капьят                   | 11.1958 — 06.1959 гг.           |
| 11. | Джиенбаев, Султан Сулейменович    | 06.1959 — 03.1960 гг.           |
| 12. | Мухамеджанов Курманали            | 05.1960 — 11.1963 гг.           |
| 13. | Бегимов, Камаш Тегинович          | 11.1963 — 01.1968 гг.           |
| 14. | Крашенинникова Людмила Леонидовна | 01.1968 — 03.1978 гг.           |
| 15. | Астапов Владимир Григорьевич      | 03.1978 — 11.1981 гг.           |
| 16. | Айнанов Вильтан Сагимбаевич       | 11.1981 — 09.1985 гг.           |
| 17. | Абыкаев Нуртай                    | 10.1985 — 09.1988 гг.           |
| 18. | Кенжетаева Роза Ахметбековна      | 10.1988 — 08.1991 гг.           |

### Председатели Фрунзенского исполкома районного совета народных депутатов
| Председатели Фрунзенского исполкома районного совета народных депутатов | Годы работы                                   |
| ----------------------------------------------------------------------- | --------------------------------------------- |
| Филонов Александр Андреевич                                             | 11.1936 — 06.1937 гг.                         |
| Приходько Ефим Трофимович                                               | 06.1937 — 10.1939 гг.                         |
| Чернявский Андрей Ефимович                                              | 04.1940 — 10.1941 гг.                         |
| Попенко Константин Акимович                                             | 10.1941 — 11.1941; 05.1946-10.1950 гг.        |
| Кравченко Елена Яковлевна                                               | 12.1941 — 12.1942 гг.                         |
| Кондауров Иван Васильевич                                               | 12.1942 — 09.1943 гг.                         |
| Перунов Иван Иванович                                                   | 09.1942 — 05.1946 гг.                         |
| Еремина Таисия Трофимовна                                               | 01.1951 — 03.1957 гг.                         |
| Ахмедова Кунуш Хасеновна                                                | 03.1957 — 04.1961 гг.                         |
| Загайнова Клавдия Александровна                                         | 04.1961 — 09.1961 гг.                         |
| Мартемьянов Николай Александрович                                       | 09.1961 — 04.1963 гг.                         |
| Доронин Н. Я.                                                           | 04.1963 — 01.1964 гг.                         |
| Топоров Иван Трофимович                                                 | 01.1964 — 09.1964 гг.                         |
| Сыргабекова Роза Нигметовна                                             | 09.1964 — 03.1966 гг.                         |
| Матвалиев Адильтай                                                      | 03.1966 — 04.1977 гг.                         |
| Мещеряков Борис Васильевич                                              | 04.1977 — 12.1978 гг.                         |
| Айнанов Вильтан Сагимбаевич                                             | 12.1978 — 11.1981 гг.                         |
| Ширяев Дмитрий Александрович                                            | 11.1981 — 05.1986 гг.                         |
| Долженков Виктор Анатольевич                                            | 07.1986 — 10.1986; и. о.10.1986 — 03.1987 гг. |
| Кубасов Николай Иванович                                                | и. о.04.1987 — 05.1987 гг.                    |
| Сухоруков Владимир Кузьмич                                              | 06.1987 — 03.1991 гг.                         |

### Акимы Медеуского района
| Акимы (Фрунзенского) Медеуского района | Годы работы           |
| -------------------------------------- | --------------------- |
| Асанов Турарбек Мажилович              | 08.1991 — 01.1997 гг. |
| Васильев Владимир Алексеевич           | 01.1997 — 01.2005 гг. |
| Крылов Василий Леонидович              | 01.2005 — 11.2007 гг. |
| Бейдали Махамбет Бейдалиевич           | 11.2007 — 12.2010 гг. |
| Макежанов Султанбек Алмасбекович       | 12.2010 — 05.2016 гг. |
| Жилкибаев Ержан Жуматович              | 05.2016 — 03.2019 гг. |
| Макежанов Султанбек Алмасбекович       | 04.2019 — 09.2020 гг. |
| Масабаев Асет Дуйсебекович             | 09.2020 — 03.2022 гг. |
| Оразалин Еркебулан Нурланович          | 05.2022               |